# Lempira Viana Mora
Lempira Cuauhtémoc Viana Mora  (Puerto Cortés, Cortés, 23 de noviembre de 1954 es un empresario y político hondureño. es economista con especialidad en finanzas, fue catedrático universitario y  regidor de la Municipalidad de San Pedro Sula. Fundador y candidato presidencial del Partido Liberación Democrático de Honduras (Lidehr) para las elecciones generales de 2021.

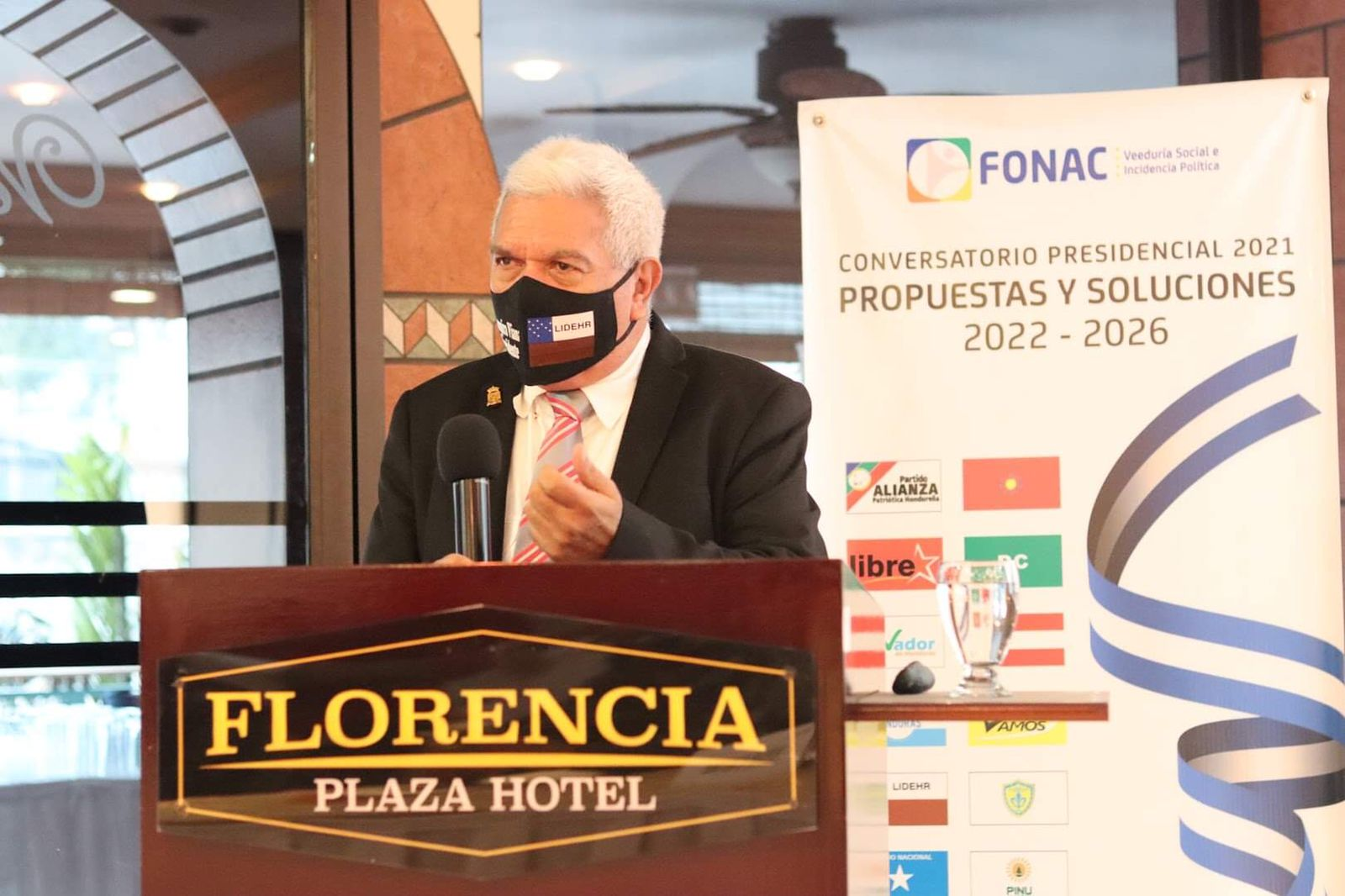
Foro Presidencial

## Formación Profesional
- Master en Finanzas
- Licenciado en Economía
- Diplomado en Derecho Mercantil
- Perito Mercantil Y Contador Público

## Carrera Profesional y Política
También trabajó en el sistema bancario por más de una década y actualmente es asesor de empresas.
Viana Mora transitó en los partidos Liberal y Alianza Patriótica, por el cual obtuvo su actual posición de regidor en la comuna sampedrana.

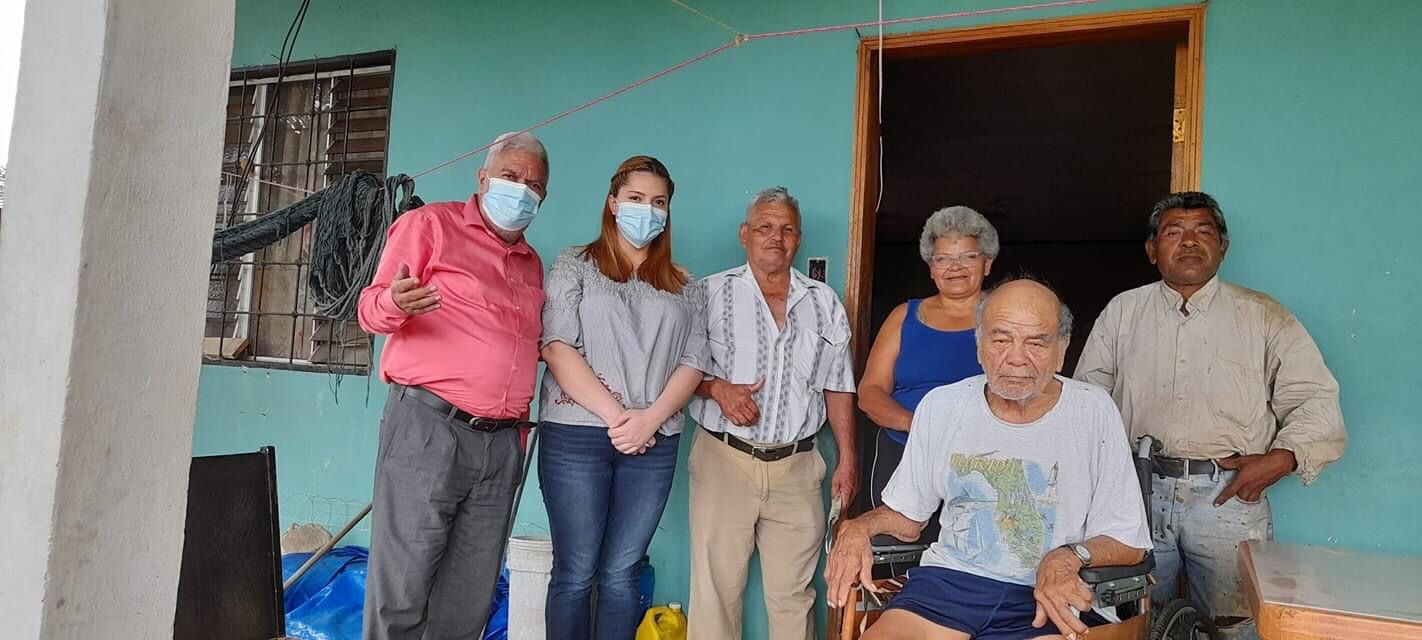
Pago a la Tercera Edad

Buscó en un inicio ser candidato presidencial por el Partido Liberal cuando se postuló en las elecciones primarias para el 2013 con el movimiento denominado Catracho, aunque finalmente no logró su propósito.
Luego intentó inscribir su partido Liderh el 2016 para participar en los pasados comicios presidenciales, pero el entonces Tribunal Supremo Electoral (TSE) lo rechazó.
En dichos comicios buscó la alcaldía de San Pedro Sula bajo la bandera de la agrupación de Alianza Patriótica de Honduras (APH), logrando un volumen de votos que le permitieron llegar como regidor a la Corporación Municipal de la segunda ciudad más importante del país.
Promovió su agrupación Liderh “como primer partido de la Costa Norte de Honduras”, con sede en San Pedro Sula, haciendo la diferencia con el resto de agrupaciones que tienen su base en Tegucigalpa, la capital política del país.

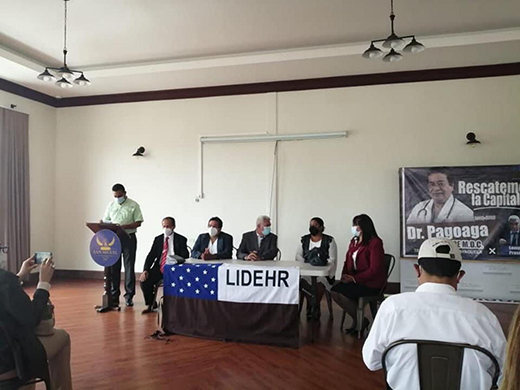
Reunión en el distrito central Partido Lidehr

Ha indicado que varios integrantes de la Alianza Patriótica lo acompañaron en esta nueva jornada, que reconocido e inscrito por el nuevo Consejo Nacional Electoral (CNE) en 2020, perdiendo el registro al no cumplir los requisitos de la ley electoral de Honduras en las Elecciones generales de Honduras de 2021
En 2025 su nombre apareció en la lista de candidatos del partido Democracia Cristiana como aspirante a la alcaldía de San Pedro Sula